# Olesja Povchová
Olesja Povchová (ukrajinsky Олеся Повх; * 18. října 1987, Dněpropetrovsk) je ukrajinská atletka, sprinterka.

## Kariéra
Na evropském šampionátu v Barceloně v roce 2010 obsadila ve druhém semifinálovém kole časem 11,33 s 7. místo a do finále běhu na 100 metrů se nedostala. Největší úspěch však zaznamenala ve štafetě na 4 × 100 metrů, kde získala zlatou medaili, na které se dále podílely Natalija Pohrebňaková, Marija Rjemjeňová a Jelizaveta Bryzginová.
O rok později se stala v Paříži halovou mistryní Evropy v běhu na 60 metrů (7,13 s).

## Vyznamenání
- Řád za zásluhy III. třídy (Ukrajina, 25. července 2013)[3]
- Řád kněžny Olgy III. třídy (Ukrajina, 2012)[4]